# Kongregation
Kongregation är en religiös sammanslutning inom romersk-katolska kyrkan.
Inom de äldre, monastiska klosterordnarna (främst benediktinerna, kamalduensorden, kartusianerna samt tiggarordnarna) finns ibland mindre sammanslutningar, kongregationer, av flera kloster som är utvecklingsmässigt "släkt" med varandra. Som exempel kan nämnas Solesmes-kongregationen inom benediktinorden i franska Solesmes. De olika klostren inom till exempel Solesmes-kongregationen följer i stora drag en och samma tolkning av den för alla benediktinska kongregationer gemensamma ordensregeln.
Yngre ordensgemenskaper, vars löften antingen är eviga eller tidsbundna löften, kan i sin helhet benämnas kongregationer. Religiösa kongregationer är till sin karaktär inte sällan mer apostoliska än kontemplativa.